# Chrysobothris ignota
Chrysobothris ignota es una especie de escarabajo del género Chrysobothris, familia Buprestidae. Fue descrita científicamente por Dugès en 1891.